# 1944 no Brasil
Esta é uma cronologia dos fatos acontecimentos de ano 1944 no Brasil.

## Incumbentes
- Presidente do Brasil - Getúlio Vargas (3 de novembro de 1930 - 29 de outubro de 1945)

## Eventos
- 28 de março: É criado o Departamento Federal da Segurança Pública, o atual Departamento de Polícia Federal, pelo decreto-lei assinado pelo presidente Getúlio Vargas.[1]
- 2 de julho: O primeiro contingente da Força Expedicionária Brasileira, com 5.379 homens, parte do Rio de Janeiro.
- 16 de julho: O primeiro contingente da Força Expedicionária Brasileira chega a Nápoles, Itália.[2]
- 19 de julho: O navio auxiliar brasileiro Vital de Oliveira é torpedeado pelo submarino alemão U-861.[3]
- 5 de agosto: O contingente da Força Expedicionária Brasileira é incorpora-se ao 5° Exército dos Estados Unidos.
- 16 de outubro: A Força Expedicionária Brasileira ocupa Marrarosa e Monte Canunale, na Itália.
- 11 de outubro: Forças brasileiras ocupam a região italiana de Ligúria.[4]
- 20 de dezembro: É criada no Rio de Janeiro a Fundação Getúlio Vargas.

## Nascimentos
- 9 de janeiro: Henry Sobel, rabino brasileiro (m. 2019).
- 12 de janeiro: Lia de Itamaracá, cantora, compositora e dançarina.
- 18 de janeiro:
  - Francisco Rezek, jurista.
  - Ubiratan Pereira Maciel, basquetebolista (m. 2002).
- 10 de março: Paulo Sérgio, cantor.
- 19 de junho: Chico Buarque, cantor, compositor, dramaturgo e escritor.
- 29 de setembro: Dave Maclean, cantor e compositor.